# إذاعة ورقلة
إذاعة ورقلة أو إذاعة الواحات هي إذاعة محلية بولاية ورقلة الجزائرية تبث برامجها باللغة العربية و اللهجة الورقلية على موجة أف أم 98.00. بدأت بثها أول مرة بتاريخ 9 ماي 1991 وتبلغ ساعات البث 12 ساعة يوميا الآن.

## وصلات خارجية
- قائمة الإذاعات المحلية بالجزائر
- الموقع الرسمي لإذاعة ورقلة